# Lena
Lena (rusky Лена, jakutsky Өлүөнэ nebo Улахан-Юрях což znamená velká řeka) je řeka na východní Sibiři v Rusku (Irkutská oblast, Sacha). Délka řeky činí 4480 km. Odvodňuje území o rozloze 2,49 milionů km². Patří mezi největší ruské veletoky a do první desítky nejdelších světových řek. Ruské jméno řeky vzniklo pravděpodobně zkomolením eveneckého názvu Elu-ene, což doslova znamená velká řeka.

## Průběh toku
Řeka se dělí na tři hlavní úseky
- horní tok od pramene k ústí Vitimu
- střední tok od ústí Vitimu k ústí Aldanu
- dolní tok od k ústí Aldanu k deltě

### Horní tok
Pramení v západních svazích pohoří Bajkalský hřbet, pouhých 7 km od Bajkalského jezera nedaleko osady Kačug v nadmořské výšce 1640 m. Odsud teče úzkým hluboce zaříznutým údolím rychlým spádem. Prudké skalnaté svahy nad břehy se tyčí do výšky až 300 m. Šířka údolí se mění od 1 až 2 km do 10 km. Místy se údolí zužuje na 200 m a nazývá se čelisti ("щёки"). Nejznámějším takovým místem je Pjanyj byk 237 km pod Kirenskem, při ústí Kirengy.

### Střední tok
Od soutoku s Vitimem se řeka rozšiřuje a na březích nad ní vystupují velké skály, vysoké až 300 metrů. K dalšímu výraznému rozšíření pak dochází pod ústím Oljokmy. Šířka koryta dosahuje 1 km a údolí 30 km, přičemž podél řeky se nachází úval s množstvím nevelkých jezer. Mezi ústím Oljokmy a Podkrovskem se dolina zužuje a lemují ji svislé silně členěné vápencové skály často podivuhodných tvarů (např. Lenské sloupy). Až k Jakutsku řeka protéká mírnou pahorkatinou. Na středním toku přijímá zprava Vitim, Velký Patom, Oljokmu s Čarou a Aldan a zleva Ňuju.

### Dolní tok
Za Jakutskem pod ústím Aldanu vtéká do Středojakutské nížiny. Dolina se opět rozšiřuje na 20 až 25 km a říční úval dosahuje šířky 7 až 15 km a obsahuje mnoho jezer a bažin. Koryto je rozvětvené a možnosti lodní dopravy nestálé. Hloubka řeky dosahuje 16 až 20 m. V části dolního toku u vesnice Bulun, kde řeka protéká mezi Charaulaskými horami a Čekanovského krjažem se dolina zužuje na 2 km a právě zde přijímá významný přítok Viljuj. Vlévá se u Tiksi do moře Laptěvů.

### Delta

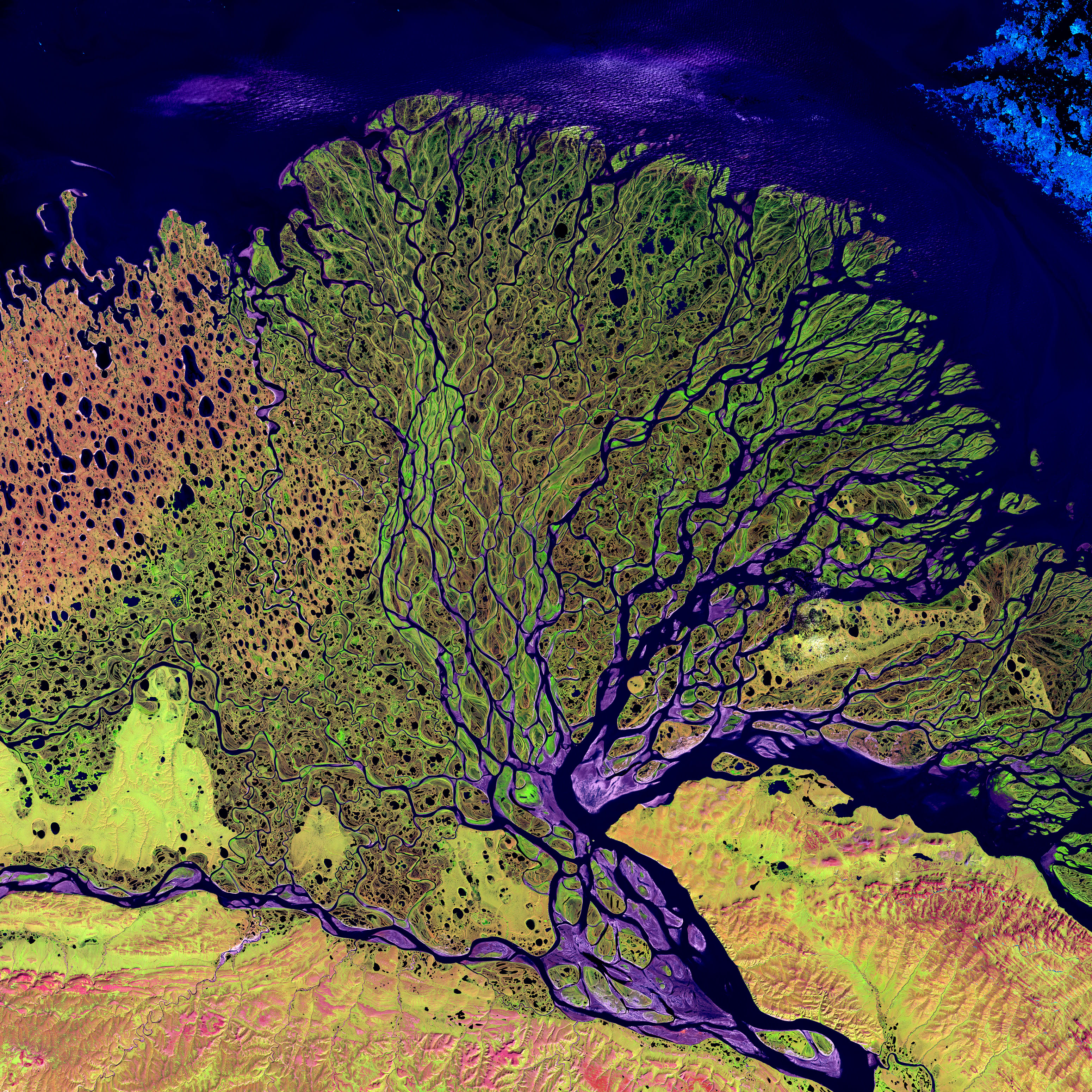
Delta řeky Leny

Při ústí do moře Laptěvů vytváří rozsáhlou deltu o rozloze přibližně 30 000 km², která je členěna na téměř 150 ramen. Hlavní rameno je Trofimovské, které do moře odvádí 70 % vody. Pro vodní dopravu je nejvýznamnější Bykovské rameno o délce 106 km, které spojuje řeku se zátokou Tiksi. Další významné je také Oleňocké rameno. Nachází se zde přírodní rezervace Delta Leny.

### Přítoky
Přítoky Leny jsou například řeky Kirenga, Aldan, Motorčuna, Džardžan nebo Viljuj.

## Povodí
Větší část povodí se nachází v oblastech všeobecného rozšíření věčně zmrzlé půdy a je pokryta tajgou. Menší část severně od 71. rovnoběžky se nachází v pásmu lesotundry a tundry. Horní tok a značná část pravých přítoků se nachází v horských oblastech Přibajkalí, Zabajkalí a Aldanské vysočiny. Levá část povodí se nachází ve Středosibiřské vysočině a nejníže položená je střední část povodí.

## Vodní režim
Hlavním zdrojem vody je tající sníh, který tvoří 50% a deště. Na podzemní vodu připadá 1 až 2% Charakteristické jsou vysoké změny vodního stavu, které činí na středním 10 až 15 m a na dolním toku až 18 m. V létě dochází k dešťovým povodním. V zimě je vodní stav nejnižší. Podle vodnosti zaujímá 2. místo mezi ruskými řekami po Jeniseji. Průměrný roční průtok v ústí činí 17 000 m³/s, největší 200 000 m³/s a nejmenší 366 m³/s. Nárůst průtoku směrem k ústí zachycuje tabulka:
| místo             | vzdálenost od ústí | velikost povodí | průměrný roční průtok |
| ----------------- | ------------------ | --------------- | --------------------- |
| nad ústím Kirengy | ? km               | ? km²           | 480 m³/s              |
| u ústí Vitimu     | ? km               | ? km²           | 1700 m³/s             |
| u ústí Oljokmy    | ? km               | ? km²           | 4500 m³/s             |
| u ústí Aldanu     | ? km               | ? km²           | 6800 m³/s             |
| u ústí Viljuje    | ? km               | ? km²           | 12 100 m³/s           |

Střední roční odtok do moře činí přibližně 540 km³, v čemž je obsaženo přibližně 12 Mt pevných částic a 41 Mt rozpuštěných látek. Kalnost nepřesahuje 50 až 60 g/m³. Mineralizace vody dosahuje 80 až 100 mg/l při vysokém stavu vody a 160 až 500 mg při nízkém stavu vody. Nejvyšší teploty dosahuje voda v červenci na horním toku 19 °С a na dolním toku 14 °С. Řeka je volná od ledu na jihu 5 až 6 měsíců v roce a na severu 4 až 5 měsíců. Zamrzá obvykle přibližně 10 dní po zamrznutí přítoků. Na horním toku zamrzá od konce října a na dolním někdy už od konce září. Rozmrzání se táhne do poloviny května na horním toku a do začátku června na dolním toku. Při jarním tání se tvoří ledové zátarasy a prudce se zvyšuje úroveň hladiny. Pro řeky v povodí Leny jsou typická náledí.

## Využití

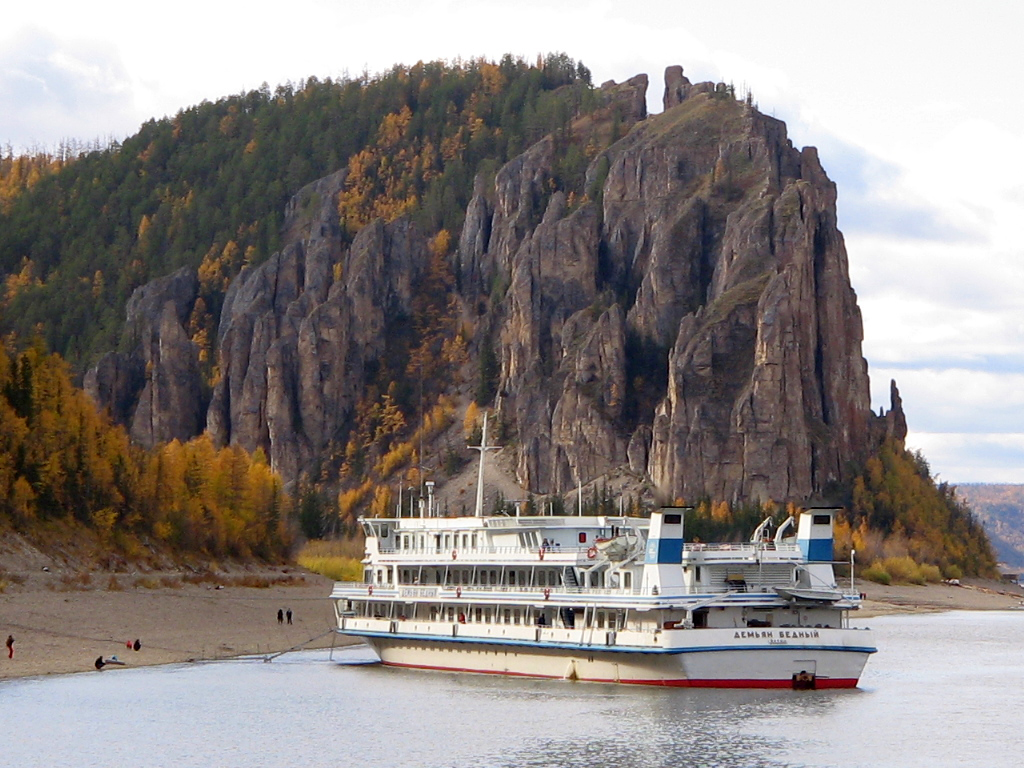
Parník „Děmjan Bědnyj“ na zastávce Lenské sloupy

Vodní doprava je možná od ústí do Usť-Kutu a dál do Žigalova pro lodě s malým ponorem. Do 20. století byla vodní doprava možná až do Kačugu, ale vzhledem k současným klimatickým změnám výrazně poklesl průtok na jejím horním toku, osobní doprava tak začíná právě od Žigalova a nákladní až od Usť-Kutě, důležité křižovatky řeky s Bajkalsko-amurskou magistrálou. Provozuje se přibližně 160 dní v roce na horním toku a 120 dní v roce na dolním toku. Hlavní přístavy jsou Bulun, Žigansk, Jakutsk, Oljokminsk, Leněk, Vitim, Kirensk, Osetrovo (Usť-Kut) a Žigalovo. Dnes je největším centrem město Jakutsk, nacházející se zhruba uprostřed jejího toku. Z přítoků je vodní doprava možná na Kirenze, Viljuji, Vitimu, Oljokmě a Aldanu. V létě je na řece provozována pravidelná turistická doprava. Řeky v povodí Leny se vyznačují velkými zásobami vodní energie. Na Viljuji byla vybudována Viljujská vodní elektrárna a na Mamakanu Mamakanská vodní elektrárna. V povodí jsou naleziště zlata (Bodajbinské naleziště v povodí Vitimu a Aldanské naleziště), diamantů (v povodí Viljuje), uhlí (Lenské a Jihojakutské naleziště), zemního plynu, železné rudy, slídy, soli aj. Průmyslový rybolov je rozvinut na dolním toku a převážnou část úlovku tvoří síh muksun, coregonus sardinella, nelma obecná, síh omul, hlavatka sibiřská a mník jednovousý. Na horním toku se loví lenok sibiřský, lipan severní, jelec proudník, štika obecná, okoun říční.

## Historie
Poprvé se Rusové k Leně dostali koncem roku 1622 během legendární výpravy Děmida Pjandy. Rusové sice o řece věděli již dříve, od zajatých Evenků, ale až tehdy ji spatřili na vlastní oči. V roce 1632 bylo založeno Usť-kutské zimoviště a v roce 1632 Jakutský ostroh. V roce 1639 založil J. P. Chabarov v opevněné osadě Usť-Kut na dolním toku řeky solivar, později byl ale vyhnán dále na východ. Vědecký výzkum řeky a jejich přítoků byl zahájen účastníky 2. kamčatské expedice (1733–43). Další expedice se výzkumem oblasti zabývaly ve 20. letech 19. století (pod vedením Pjotra Fjodoroviče Anžua), v letech 1873–75 (pod vedením A. L. Čekanovského) a v letech 1885–86 (pod vedením E. V. Tollja). V roce 1897 začaly pracovat vodní měřící stanice v Kirensku a Usť-Kuti a v roce 1899 v Jakutsku a Vitimu. V letech 1910 až 1915 prováděla Lenská část Správy vodních cest Amurského povodí kartografické práce. Z názvu řeky odvodil svůj pseudonym Vladimir Iljič Lenin, když jméno začal používat po potlačení stávky ve zlatých dolech ve městě Bodajbo v roce 1912. Expedice F. A. Matisena v letech 1919 až 1920 a N. I. Jevgenova v roce 1921 popsaly řeku od Jakutsku k ústí.